# Donnchad Ua Cerbaill
Donnchad Ua Cerbaill ou Donnchadh Ó Cearbhaill (mort en 1168) est roi d'Airgíalla entre 1128/1147 et 1168.

## Origine
Domnall Ua Cerbaill est le fils de Cusaisill mac Domnaill Ua Cerbaill, issu de l'une des familles régnantes du royaume d'Argialla, il succède à une date indéterminée à Giolla Christ Ua h-Eiccnigh mort en 1127  comme roi d'Argialla.

## Règne
Donnchadh, apparaît dans les Chroniques d'Irlande seulement en 1147 lorsqu'il participe avec Muircheartach Mac Neill Ua Lochlainn et le Cenél-Éoghain à une expédition en Ulaid. Donnachd Ua Cerbaill est l'un des plus actifs rois de sa lignée et il étend son influence  sur le Nord est de l'Irlande et conquiert et incorpore à son royaume le territoire de Benna Bairrche qui correspond au moderne comté de Louth après une intermédiation entre son suzerain Muirchertach MacLochlainn et le roi d'Ulaid Eochaid mac Cu Ulad ua Duinnsleibhe.
En 1155 il est capturé par Tighearnan Ua Ruairc roi de Breifne alors qu'il se présente avec une petite escorte lors d'une rencontre avec ce dernier à Ceanannus. Il est emprisonné sur le  Loch Sileann où sa garde est confiée Godfrey Ua Raghallaigh afin d'être rançonné. Il est toutefois libéré après un mois et demi de détention grâce à l'intervention de l'église, c'est-à-dire par un « Miracle de Dieu, Patrick, et des saints en général ». Donnchadh retrouve alors son royaume d'Argialla .
En 1165 il participe à la campagne menée par Muirchertach MacLochlainn et l'ensemble des Uí Néilldu Nord    contre l'Ulaid qui aboutit à l'expulsion de Eochaidh Mac Duinnsleibhe roi d'Ulster. Toutefois en 1166 Eochaidh Mac Duinnsleibhe [Ua Eochadha] est aveuglé par Muirchertach Ua Lochlainn, en violation de la  protection qui lui avait été accordée par l'archevêque d'Armagh et  Donnchadh Ua Cerbaill, nommé « archi-roi » d'Airgialla à cette occasion. Cette forfaiture soulève l'indignation générale et Donnachd Ua Cerbaill  décide d'appuyer Ruaidhri Ua Concobair dans sa marche au titre d'Ard ri Erenn. Ce dernier s'avance vers le royaume de Mide, où il reçoit l'homage des hommes de Meath.De là il se dirige vers  Ath-cliath, ou les « Étrangers », Mac Murchada et les hommes du Leinster reconnaissent également sa suzeraineté. De là il se rend dans le nord à Drochait-atha, et en Airgialla, où Donnchadh Ua Cerbaill vient le rejoindre dans sa résidence et se soumet à lui.
La même année alors que Muirchertach MacLochlainn est abandonné de tous, même d'une partie du Cenél nEógain, Donnchadh Ua Cerbaill, et les Uí Briúin de Breifne et de  Conmaicne attaquent le Tir-Eogain. Ua Lochlainn ne réussit à rassembler que quelques partisans et il est tué en contre-attaquant. Sa mort est considérée par l'église qui lui accorde toutefois une sépulture royale chrétienne à Armagh, comme la punition de la mutilation d'Eochaidh Mac Duinnsleibhe [Ua Eochadha].
En 1167 Ruaidhri Ua Conchobhair  convoque une grande assemblée des chefs du   Leath-Cuinn, tant laïcs que religieux à laquelle participent Gilla Meic Liac mac Diramata meic Ruaidri   Archevêque d'Armagh, Cadhla Ua Dubthaig, Archevêque de Tuam, Lorcan Ua Tuathail, Archevêque de Dublin, Tighearnan Ua Ruairc, roi de Breifne, Donnchadh Ua Cearbhaill, roi d'Arghialla, Mac Duinnsleibhe Ua hEochadha, roi d'Ulaid, Diarmaid Ua Maeleachlainn, roi de Tara et Raghnall fils de Raghnall, seigneurs des Étrangers de Dublin qui le reconnaissent comme Ard ri Érenn.
Avant la fin de la même année Ruaidhri Ua Conchobhair toujours accompagné de Donnchadh Ua Cearbhaill et de ses vassaux ; Diarmait Ua Máel Sechlainn, roi de  Meath des chefs du Leinster mais aussi de Diarmait mac Cormaic,  roi de Desmond et Muircheartach Ua Briain, roi de Thomond entreprend une campagne contre le Tir Eoghain. Il décide alors de diviser le royaume en deux parties ; il donne le Tir-Eoghain au nord des montagnes, c'est-à-dire Callainn, à Conchobar et Niall Ua Lochlainn, les fils de Muirchertach, contre deux otages, c'est-à-dire Ua Cathain de Craebh et Macan-Ghaill Ua Brain et l'autre partie du Cénel, au sud des montagnes pour deux otages également à Áed in Macáem Tóinlesc.
C'est sans doute à la suite de cet événement qu'en 1168 Donnchadh Ua Cerbaill, « archi-roi d' Airgialla » est attaqué et mutilé à l'aide d'une hache alors qu'il était ivre par un certain Ua Duibhne du Cenél nEógain et qu'il meurt de ses blessures.

## Relation avec l'église
Domnall Ua Cerbaill laisse le souvenir d'un ardent partisan du mouvement de réforme religieuse en Irlande. Il est un soutien ferme de l'archevêque Malachie d'Armagh (irlandais: Máel Máedóc Ua Morgair), avec qui il patronne la fondation de Abbaye de Mellifont. Il est également à l'origine de l'implantaion des membres de la communauté d'Arrouaise à Louth dans le comté de Louth, Knock et Termonfeckin.

## Sources
- (en) Cet article est partiellement ou en totalité issu de l’article de Wikipédia en anglais intitulé « Donnchad Ua Cerbaill » (voir la liste des auteurs), édition du 28 avril 2012.
- A New History of Ireland, volume one, 2008.  (ISBN 9780199226658)
  - High-Kings with Opposition, 1072-1166, Marie Therese Flanagan;
  - Latin Learning and Literature in Ireland, 1169-1500, A. B. Scott;
  - "Church and Politics, c.750-c.1100", Francis John Byrne dans A New History of Ireland, volume one, 2008.  (ISBN 9780199226658)
- "Ua Cerbaill, Donnchad", p. 565-566, Aidan Breen, dans Dictionary of Irish Biography from the Earliest Times to the Year 2002: Volume 9, Staines - Z, edited by James McGuire and James Quinn, Cambridge, 2010.
- Chuch and community on the medieval Irish frontier: County Louth 1170-1346